# Gertrude Thomson

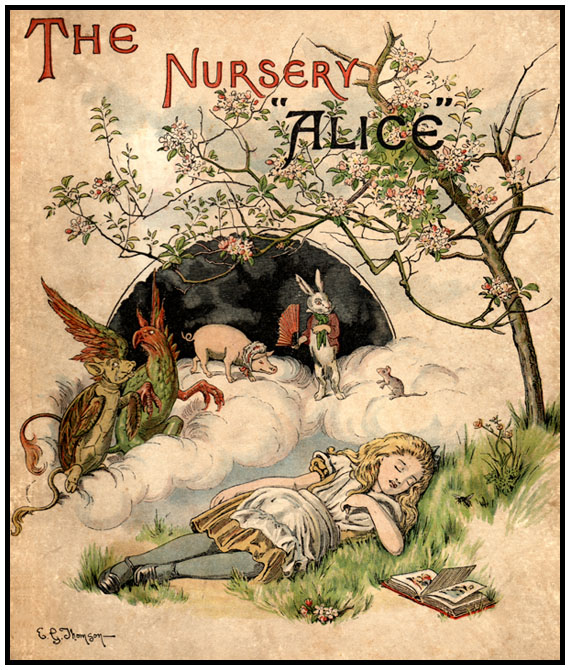
Cover der Nursery Alice, 1890

Emily Gertrude Thomson (* 1850 in Glasgow; † 1929) war eine britische Malerin und Illustratorin.

## Leben
Sie war die Tochter von Alexander Thomson (1815–1895), Professor für Theologie an der Universität in Glasgow und später für die Fächer Griechisch und Hebräisch am Lancashire Independent College. Ihre Mutter, Emma J. East (1819–1888), kam aus Birmingham. Emily Gertrude hatte sechs Geschwister. 
Sie studierte am Manchester College of Art und wurde Mitglied der Royal Miniature Society. Im Jahr 1878 bekam sie von Lewis Carroll den Auftrag, einige seiner Bücher zu illustrieren, darunter Three Sunsets and Other Poems. Sie entwarf ebenfalls den Umschlag für The Nursery “Alice”, einer im Jahr 1890 erschienenen verkürzten Version von Carrolls Alice im Wunderland – 25 Jahre nach Erscheinen der Originalausgabe – die vom Autor selbst für Kinder im Alter bis zu fünf Jahren adaptiert worden war und zwanzig kolorierte und vergrößerte Zeichnungen von John Tenniels Illustrationen aus dem Originalbuch enthielt.
Während der Zusammenarbeit schloss sie Freundschaft mit Carroll und schrieb eine kurze Biografie über ihn.